# Pasiphae (maan)
Pasiphae is een maan van Jupiter. Ze is vernoemd naar Pasiphae uit de Griekse mythologie, de moeder van de Minotaurus van wie een witte stier en niet Minos de (biologische) vader was.
De naam Pasiphae kreeg de maan pas in 1975. Tot die tijd ging de maan door het leven met de naam Jupiter VIII.
Omdat de maan vanaf aarde is ontdekt met behulp van sterke telescopen en de maan nooit is onderzocht door een ruimtesonde is er weinig over bekend.